# 樋之谷古墳
樋之谷古墳（羅馬化：Hinotani Kofun）是位於日本大阪府堺市堺區大仙町一座不定形狀的圓墳。這座古墳是百舌鳥古墳群中的一部分，並被宮內廳視為與大仙陵古墳（即仁德天皇陵）相關的陪塚，稱為「仁德天皇陵陪塚丙號」。儘管如此，由於其被懷疑並非是古墳，故其沒有被納入世界文化遺產的百舌鳥和古市古墳群：古日本墓葬群。

## 概述

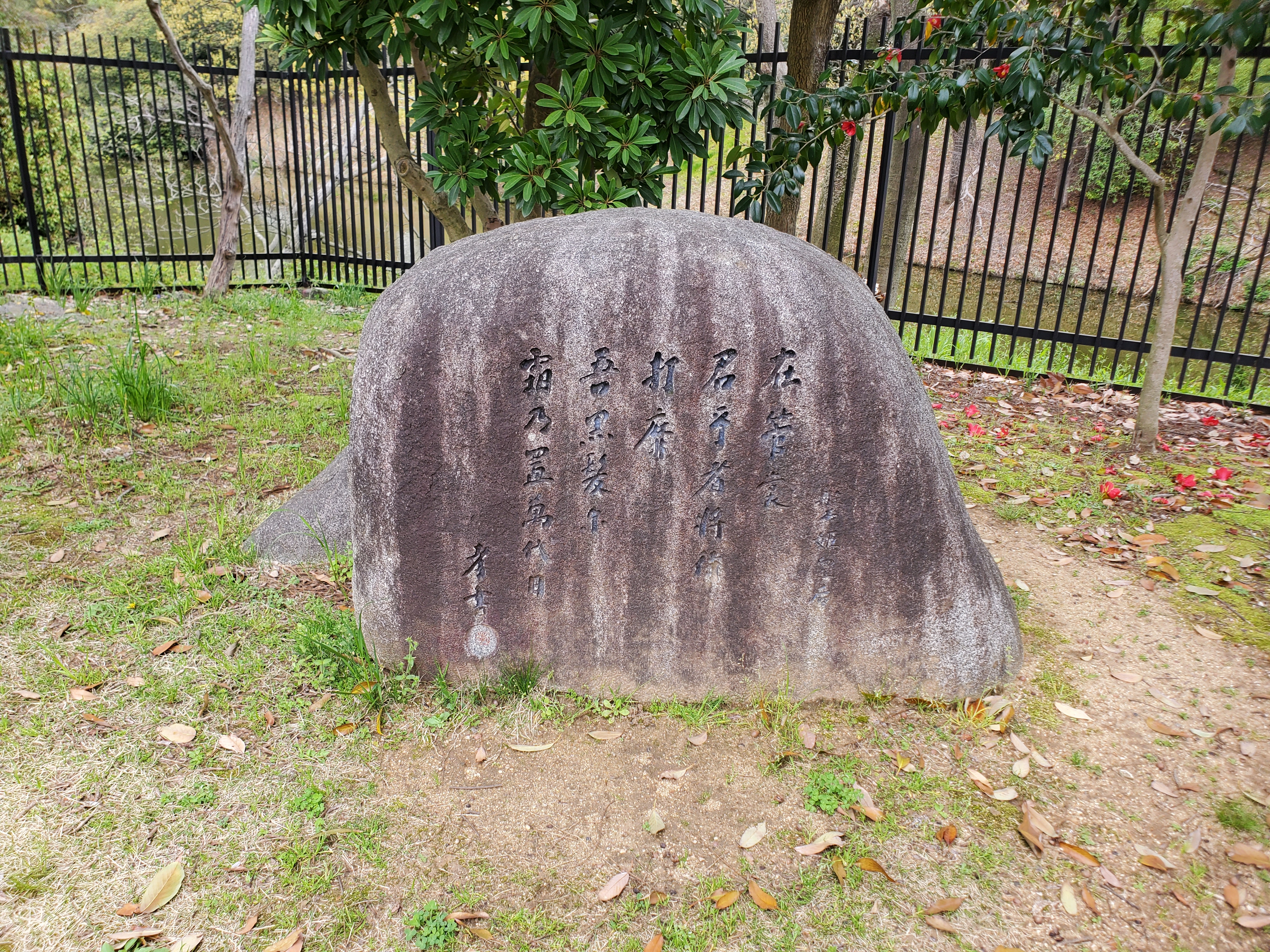
樋之谷古墳旁的仁德天皇皇后磐之媛之歌碑

樋之谷古墳位於大仙陵古墳外濠西側的隆起部分，為直徑47m、高2.8m的不規則形狀的土丘。雖其名為古墳，但被考古人員懷疑其只是興建大仙陵古墳時開挖外濠所產生的堆土。但宮內廳仍將之視為與大仙陵古墳相關的陪塚，稱為「仁德天皇陵陪塚丙號」，由宮內廳管理。